# Калініна Людмила Іванівна
Людмила Іванівна Калініна (Сухарєва, Старшинова; 8 вересня 1915, Уфа, Башкортостан — 24 червня 2014) — радянський і російський офіцер, в роки Великої Вітчизняної війни — командир ремонтно-відновлювального полку, танкові війська; інженер полковник.

## Біографія
Народилася 8 вересня 1915 року в Уфі в російській інтелігентній родині. Батько — Сухарєв Іван Георгійович (1884–1962), бухгалтер; мати — Сухарєва Капітоліна Михайлівна (1892–1975). Перший чоловік — Старшинов Іван Федотович; другий чоловік — Калінін Борис Павлович (1910–1991), танкіст, учасник Великої Вітчизняної війни, полковник танкових військ у відставці.
У 1927 році Людмила Сухарєва з батьками переїхала в Москву, де продовжила навчання в школі. Після закінчення семирічки прийшла на автозавод «АМО» учнем слюсаря. Швидко освоївши робітничу професію, стала працювати слюсарем по ремонту верстатів і автоматів. За відмінну роботу отримала 4-й розряд. У 1932 році вийшла заміж за токаря заводу Старшинова Івана Федотовича, кавалера ордена Леніна.
Одночасно Людмила навчалася на вечірньому робочому факультеті, після закінчення якого в 1934 році, на подив батьків і подруг, поступила в Військову академію механізації і моторизації імені Сталіна. Всупереч розпорядженням про те, щоб жінок до військових вузів не брати, її вступу сприяв директор заводу І. А. Лихачов. З 160 студентів на курсах було тільки дві дівчини. В академії познайомилася з одногруппником Борисом Калініним; вони подружилися і полюбили один одного. Перший чоловік Іван Старшинов був репресований, довелося оформити розлучення.
Після 5-річного навчання навесні 1940 року призначена в штаб Московського військового округу, а Бориса перевели в Забайкаллія.
Влітку 1940 року начальник відділу штабу округу військовий інженер 3-го рангу Людмила Старшинова була включена в групу фахівців по випробуванню легкого плаваючого танка Т-40, в ході якого перші десять побудованих Т-40 пройшли за маршрутом Москва — Брянськ — Київ — Мінськ протяжністю понад три тисячі кілометрів з форсуванням трьох річок (в тому числі, річки Дніпро) і виконанням стрибка з трампліна в Князь-озеро (один з танків мав жіночий екіпаж, до складу якого увійшли механік-водій Людмила Старшинова, Соня Скринникова і Поліна Недялкова). Т-40 з жіночим екіпажем пройшов всі випробування, а Людмила отримала першу нагороду — значок «За відмінне водіння танка».

### У роки Великої Вітчизняної війни
У червні 1941 року Людмила з Борисом відпочивали в Криму, коли почалася війна. Прибувши до Москви, вони знову розлучилися: Людмилу направили на Південний фронт, а Бориса — з танковим корпусом на Західний фронт .
Військінженер 3-го рангу Людмила Старшинова надійшла в розпорядження помічника командувача Південного фронту по автобронетанковим і механізованим військам генерал-майора танкових військ А. Д. Штевньова, який доручив їй очолити відділ ремонту та евакуації танків. З фронту військінженер була направлена в службове відрядження в Москву, щоб організувати поставки на фронт запчастин до танків і нової бойової техніки. Людмила успішно впоралася з цим завданням: запчастини прибули літаком, а пізніше підійшли два ешелони з новими танками. Крім того, їй вдалося вмовити поїхати з нею Бориса Калініна, який після Смоленської битви командував в Москві курсами з підготовки танкових екіпажів. Восени 1941 року Людмила і Борис одружилися і воювали разом.
Восени 1941 року війська Південного фронту вели важкі оборонні бої з переважаючими силами противника. Танкові частини зазнавали втрат у живій силі і техніці. Військінженер 3-го рангу Людмила Старшинова в короткі години затишшя встигала підігнати до переднього краю технічні «летючки», тягачі, крани, організувати евакуацію підбитих танків в найближчий тил. Незначні несправності усували на місці.
Після введення в РСЧА погон і нових військових звань, Людмила Старшинова отримала звання інженер-майора. До цього часу вона командувала ремонтно-відновлювальним полком, який включав похідний-ремонтний завод, три армійських ремонтно-відновлювальних батальйони, евакуаційну роту. В її підпорядкуванні знаходилося більше тисячі осіб. Її полк діяв в складі Південного, Північно-Кавказького, Закавказького фронтів і Окремої Приморської армії. Зокрема, за п'ять місяців 1943 року її служба відновила в польових умовах і повернула до ладу 1525 несправних танків. Всього ремонтники Старшинової дали друге життя більш чотирьох тисячам танків, в 1943 році її підрозділ посів друге місце серед всіх танкоремонтних підрозділів по всіх фронтах за кількістю і якістю відремонтованої техніки.
Людмила Іванівна пробула на фронті до осені 1944 року. За роки війни удостоєна ордена Червоного Прапора, двома орденами Вітчизняної війни II ступеня, двома орденами Червоної Зірки, 23 медалі, в тому числі медаль «За бойові заслуги».

### Повоєнні роки
У 1945 році, відразу після закінчення війни, Людмила і Борис Калініни служили в розвідці, виконуючи завдання з вербування фахівців в США і Німеччині. Володіла англійською та німецькою мовами. Проходила службу в Науково-технічному комітеті Головного бронетанкового управління . Людмила і Борис удочерили шестимісячну дівчинку Люду.
Учасниця Параду Перемоги 2000 року, інженер-полковник у відставці Л. І. Калініна працювала в Російському Комітеті ветеранів війни і військової служби, в Раді ветеранів танкових військ і вела громадську роботу.
У 2000 році «за громадську діяльність та багаторічну працю» президент Росії В. В. Путін нагородив її орденом Пошани.
Останній раз водила бойову машину в 2003 році у віці 87 років на полігоні в Кубинці, куди незадовго до цього привезли в подарунок відремонтований танк Т-70, піднятий з боліт в районі Великих Лук. Проїхала за важелями танка 5 км.
Жила в Москві. Померла 24 червня 2014 року. Похована на Ніколо-Архангельському кладовищі.

## Нагороди та звання
Радянські державні нагороди  :
- орден Червоного Прапора
- два ордени Вітчизняної війни II ступеня (27 серпня 1943; 6 квітня 1985)
- два ордени Червоної Зірки (листопад 1941; лютий 1942 «за доставку боєприпасів і ремонт колісних машин в районі Миколаївка»)
- 55 медалей [2], в тому числі:
  - медаль «За бойові заслуги» (6 листопада 1941)
  - медаль «За оборону Кавказу»
  - медаль «За перемогу над Німеччиною у Великій Вітчизняній війні 1941—1945 рр.»
- знак «Відмінник РСЧА»
- значок «За відмінне водіння танка»

Російські державні нагороди:
- орден Пошани (2000) — за громадську діяльність та багаторічну сумлінну працю[11]

Інші нагороди:
- Орден Святого Князя Олександра Невського I ступеня (Академія проблем безпеки, оборони і правопорядку)

Почесний громадянин Східного округу Москви, почесний ветеран міста Москви (2010).

## Пам'ять
Їй присвячені виставки та експозиції в Бронетанковому музеї в Кубинці і в музеї «Історія танка Т-34». Людмила Іванівна — єдина людина в Росії, яка отримав в подарунок власний танк в робочому стані.

## Оцінки й думки
Голова Московської міської Ради ветеранів Долгих Володимир Іванович:
|  | У нас в городе более 50 тысяч участников Великой Отечественной войны — и летчики, и пехотинцы, и врачи, много людей легендарных. Но среди них таких, как Людмила Ивановна — конечно, единицы. Женщина, которая командовала 3,5 тысячами подчиненных-мужчин, восстановила 4 тысячи танков. Это колоссальный вклад в дело Победы. Людмила Ивановна — активный участник наших достижений и во время Великой Отечественной войны, и в послевоенный период. |

Л. І. Калініна, 2010 :
|  | Из своих 95 лет я в танковых частях 77 лет. Это дата большая. Всего я достигла своими силами, своей головой, своим сердцем и своим желанием помочь нашей стране. Поэтому на фронт я после окончания академии поехала сама. Я была на Южном фронте, на Северокавказском. Я никогда не сачковала, не убегала от работы и учила людей. И я считаю, что моя жизнь — вся в работе, вся в желании, чтобы страна наша процветала. |

Л. І. Калініна, 2012:
|  | За современный танк я, конечно, не сяду, там все электроникой напичкано. Переподготовка мне для этого нужна, а «Т-40», «Т-70» и «Т-34» я и сейчас поведу с закрытыми глазами. |

Полковник Л. І. Калініна — не єдина в Росії жінка-танкіст, учасник Великої Вітчизняної війни. Наприклад, в Самарі відома фронтовичка-танкіст Олександра Митрофанівна Ращупкіна, у томичів теж є своя жінка-танкіст — це Герой Радянського Союзу Марія Василівна Октябрська. Всього в танкових військах було менше 20 жінок-танкістів, учасників Великої Вітчизняної війни. Таких, що закінчили ж танкові училища було всього три. Колишня санінструктор І. Н. Левченко — в 1943 році закінчила прискорений курс Сталінградського танкового училища і служила офіцером зв'язку 41-ї гвардійської танкової бригади, командувала групою легких танків Т-60. Молодший технік-лейтенант А. Л. Бойко (Морішева) — в 1943 році закінчила Челябинське танкове училище і воювала на важкому танку ІС-2. Дочка С. М. Кірова гвардії капітан Є. С. Кострікова після закінчення Казанського танкового училища командувала танковим взводом, а в кінці війни — танковою ротою.